# Xã Butler, Quận Randolph, Arkansas
Xã Butler (tiếng Anh: Butler Township) là một xã thuộc quận Randolph, tiểu bang Arkansas, Hoa Kỳ. Năm 2010, dân số của xã này là 57 người.